# Targhe d'immatricolazione della Città del Vaticano

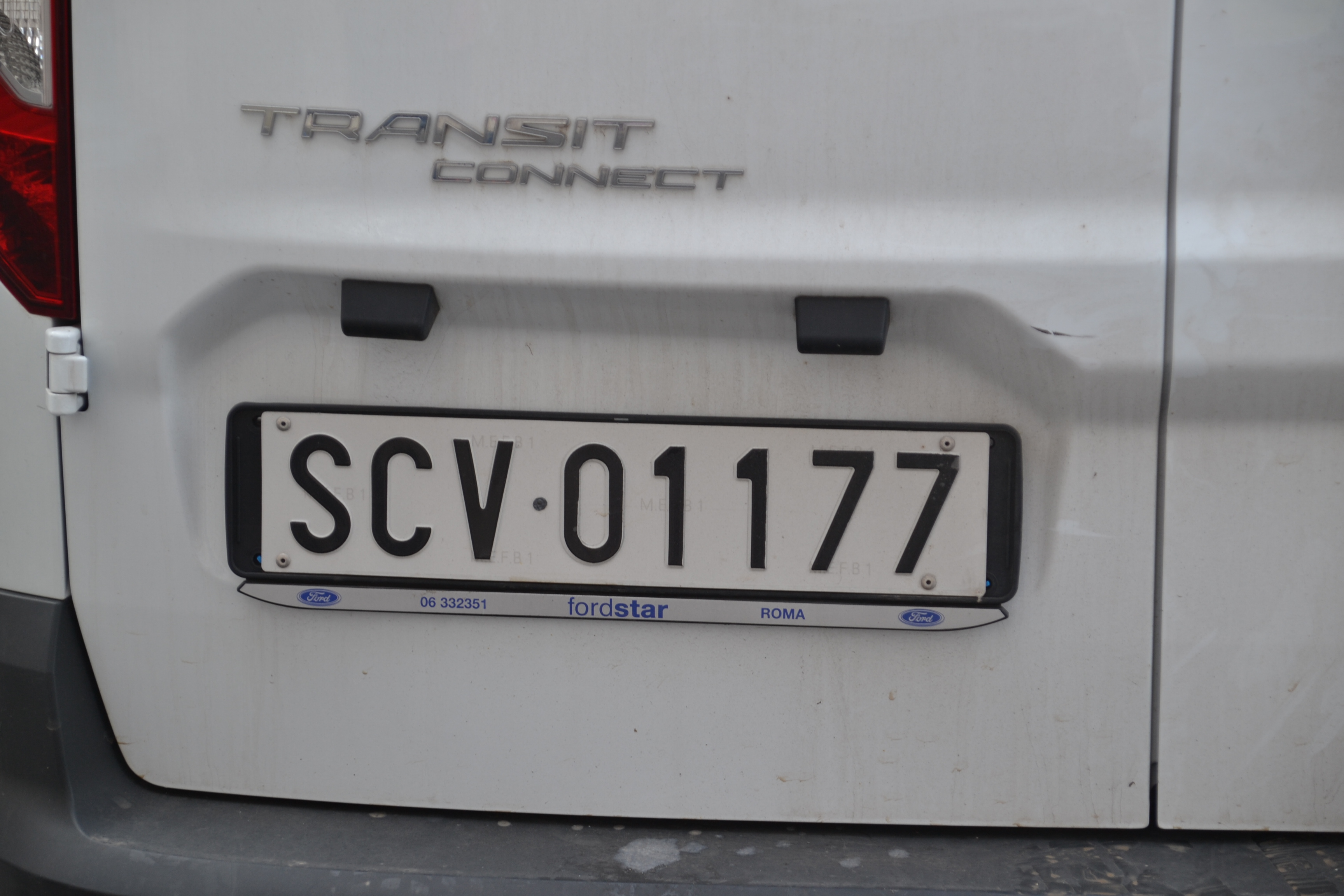
Targa posteriore di un veicolo di Stato vaticano

Le targhe d'immatricolazione della Città del Vaticano sono destinate ai veicoli immatricolati nello Stato Vaticano e la loro regolamentazione è di competenza degli Uffici centrali del Governatorato vaticano.

## Storia
Le targhe furono emesse per la prima volta nel 1930, quasi un anno dopo la firma dei Patti Lateranensi regolanti i rapporti tra Italia e Città del Vaticano. Esse venivano apposte sui veicoli con sigilli di piombo raffiguranti lo stemma pontificio. Le prime targhe, simili a quelle attualmente in uso, erano a caratteri neri su sfondo bianco: presentavano le lettere S.C.V., iniziali di "Stato della Città del Vaticano" (Status Civitatis Vaticanæ in latino), e un numero di cifre variabile. La prima cifra era sempre zero sui motocicli e sui trattori.
Fino agli anni sessanta erano in uso diversi formati; nel 1960 venne introdotto il tipo standardizzato, che manteneva i punti dopo ogni lettera e le stesse dimensioni delle targhe italiane dell'epoca: 275 × 200 mm le posteriori, 267 × 62 le anteriori.
Nel 1981 le targhe posteriori vennero modificate, arrivando a misurare 300 × 100 mm e riportando i caratteri su una sola riga.
Per semplificarne la produzione, le targhe vaticane vengono fabbricate presso l'Istituto Poligrafico dello Stato italiano, nello stabilimento di Foggia, dove vengono prodotte anche le targhe italiane. Per tale ragione i caratteri utilizzati sono comuni a quelli in uso oggi o in passato in Italia.

## Sistema in uso

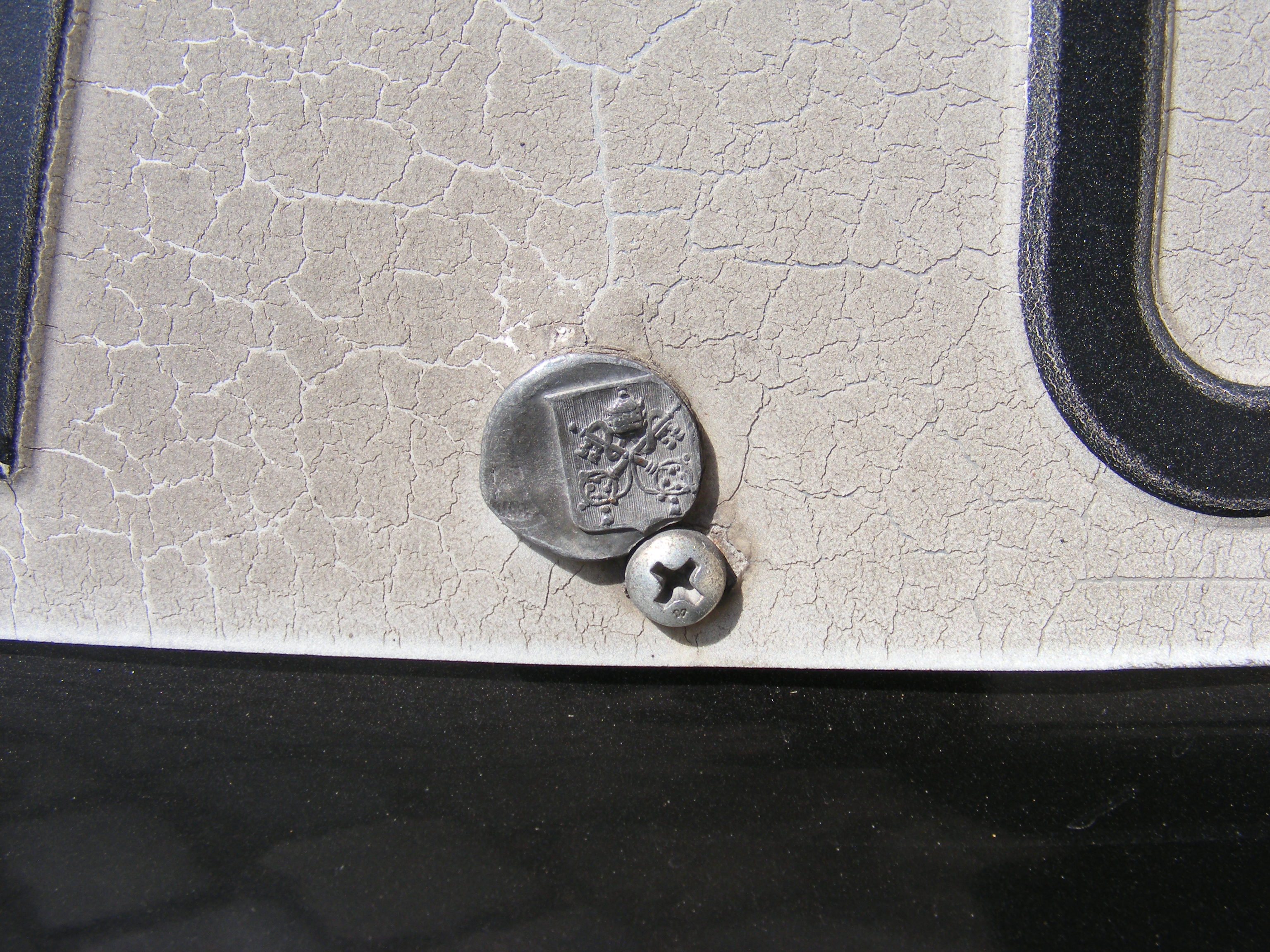
Il sigillo in piombo con lo stemma pontificio

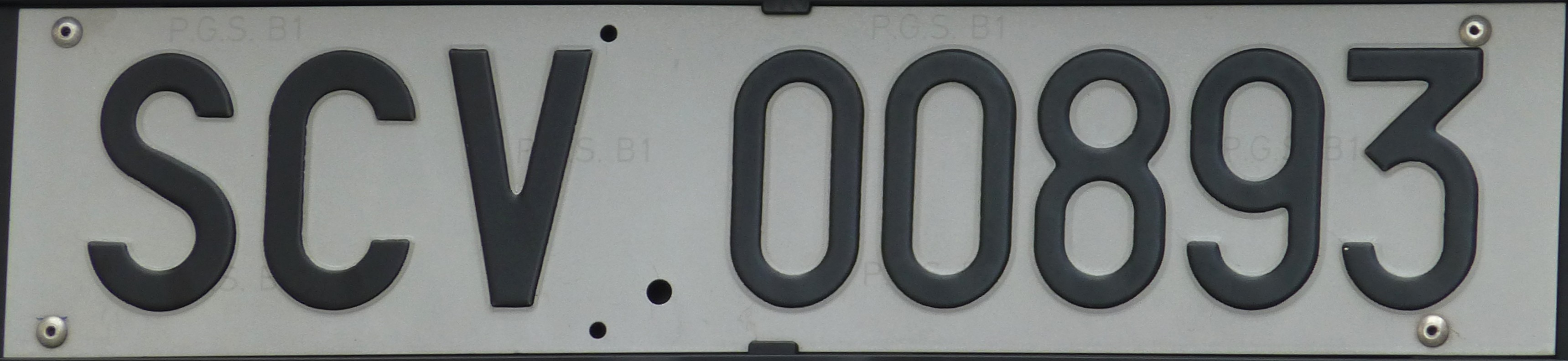
Targa posteriore di un'auto di Stato immatricolata nella Città del Vaticano

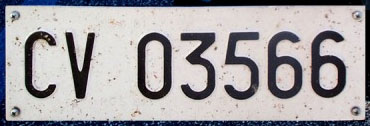
Formato di targa anteriore per vetture di cittadini residenti o domiciliati legalmente nella Città del Vaticano

Il sistema attuale fu introdotto il 31 gennaio 1988 e prevedeva lo sdoppiamento delle registrazioni in due serie, una per i veicoli privati di cittadini con residenza o domicilio legale nello Stato (la cui sigla è CV) e una per i veicoli di Stato (la cui sigla è SCV). 
Nelle nuove targhe, salvo quelle provvisorie, le lettere non sono più intervallate da punti e sono seguite da uno spazio che le separa dalle cifre. Tale spazio è utilizzato, sulle sole targhe posteriori, per l'apposizione del sigillo di Stato, che ne certifica l'ufficialità. Il sigillo in piombo, raffigurante lo stemma vaticano, viene realizzato manualmente presso l'ufficio del Registro Veicoli Vaticani (RVV) e successivamente apposto sulla targa, pertanto non esiste uno standard univoco e il diametro può variare tra gli 8 e i 12 mm. 
Il nuovo formato si differenzia dal precedente anche nell'aspetto, del tutto simile a quello delle targhe italiane del periodo 1985–1994. 
A partire dal 2011 le targhe sono state lievemente revisionate a livello grafico, modificando i caratteri e l'altezza della targa anteriore (che passa da 115 a 109 mm). La modifica si è resa necessaria in quanto l'Italia, che produce le targhe anche per il Vaticano, aveva variato i propri formati, adattandoli all'eurotarga munita di bande blu laterali. 

### Serie per autoveicoli
Gli autoveicoli sono muniti sia di targa posteriore che di targa anteriore, delle medesime dimensioni sia per i veicoli privati che per quelli di Stato: 
- Targa posteriore: altezza 80 mm, larghezza 40 mm e spessore 10 mm;
- Targa anteriore: altezza 57 mm, larghezza 28 mm e spessore 6 mm;

La sigla CV o SCV è seguita da 5 cifre che crescono in ordine progressivo.

### Serie per motoveicoli, ciclomotori e trattori

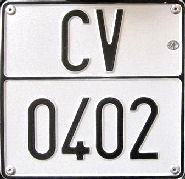
Targa di un motoveicolo con formato in uso

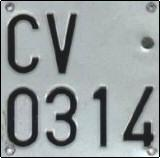
Targa di un motoveicolo del tipo cessato nel 2009

Motocicli, scooter, ciclomotori e trattori sono muniti della sola targa posteriore, con bordo nero, quadrata con dimensioni 177 × 177 mm e suddivisa in due righe, separate da una linea orizzontale nera introdotta nel febbraio 2009.
Sulla prima riga è presente la sigla CV o SCV al centro e seguita dal sigillo di Stato, sulla seconda è posizionata la sequenza numerica, composta da quattro cifre che avanzano in ordine progressivo a partire da 0001. 
Nel formato precedente mancava il bordo nero e le lettere CV o SCV erano allineate a sinistra con le prime due o tre cifre della numerazione.

## Formati speciali

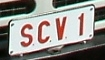
La targa anteriore "SCV 1" della Papamobile

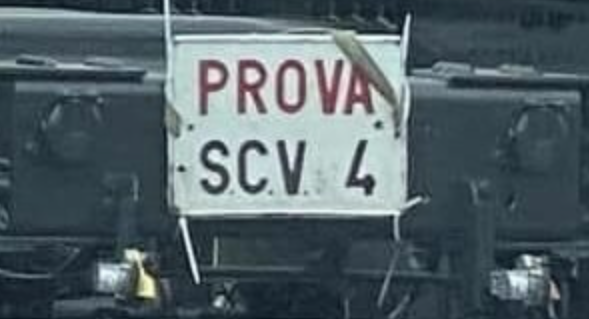
Esempio di targa temporanea

### Papamobile
I veicoli a disposizione del Papa sono dotati di targhe speciali a caratteri rossi su sfondo bianco. Trattandosi di veicoli di Stato le lettere iniziali sono SCV, seguite dal numero 1. Da giugno 2002, infatti, è stata abolita l'assegnazione del blocco di targhe da SCV 1 a SCV 9 ai veicoli del pontefice. Da allora tutti i mezzi riconducibili al Santo Padre utilizzano esclusivamente la combinazione SCV 1 a caratteri rossi.

### Targhe provvisorie
Le targhe provvisorie sono in metallo, di dimensioni 200 × 275 mm e derivate dall'analogo modello italiano. Vengono apposte su veicoli nuovi acquistati in Italia lungo il tragitto verso il microstato oppure su autoveicoli o motoveicoli vaticani da esportazione. Sulla riga superiore è posizionata la scritta rossa PROVA, su quella inferiore le lettere nere SCV seguite da un numero progressivo, anch'esso di colore nero.

## Formati cessati

### Veicoli di cardinali e di altre figure dignitarie

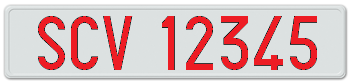
Modello di targa speciale assegnata fino al 1998 alle vetture di cardinali

Il "Regolamento per la circolazione degli autoveicoli" del 1930, all'art. 10 stabiliva che i veicoli dei cardinali e di altre figure dignitarie dovessero essere riconoscibili tramite targhe speciali con caratteri di colore rosso su base bianca. Tale tipologia non è più stata confermata con modifica legislativa del 1998. Ad oggi l'unica targa che prevede caratteri rossi è quella riservata alla papamobile.